# Wolfgang Dehn
Wolfgang Dehn (* 6. Juli 1909 in Wesel; † 29. Mai 2001 in Marburg) war ein deutscher Prähistorischer Archäologe. 

## Leben
Nach dem Studium (1928–1934) der Vorgeschichte, Klassischen Archäologie und Geologie an den Universitäten Göttingen, Marburg, Berlin, Kiel und Wien war er ab 1935 wissenschaftlicher Hilfsarbeiter am Rheinischen Landesmuseum Trier. Er promovierte 1934 zum Dr. phil. in den Fächern Vorgeschichte, Klassische Archäologie und Geologie an der Universität Marburg. 
1933 schloss er sich der SA und von der er 1935 zur SS wechselte. Am 25. Juni 1937 beantragte er die Aufnahme in die NSDAP und wurde rückwirkend zum 1. Mai desselben Jahres aufgenommen (Mitgliedsnummer 4.982.004).
Während des Zweiten Weltkriegs leistete er ab 1939 Militärdienst, zunächst bis 1941 als Wissenschaftler und zuständig für den Schutz von Kunst- und Kulturwerten im Regierungsbezirk Trier. Er habilitierte sich im Jahr 1941 an der Universität Marburg. Danach war er bis 1942 im Kriegseinsatz, wurde wegen erlittener Erfrierungen medizinisch behandelt und 1943 aus dem Wehrdienst entlassen. Dehn wurde 1943 Außerordentlicher Professor für Vorgeschichte und Direktor des Vorgeschichtlichen Seminars an der Universität Marburg. Ab 1944 war er wieder bei der Wehrmacht und geriet (bis 1947) in Kriegsgefangenschaft. Im Jahr 1952 wurde er ordentlicher Professor an der Universität Marburg. 1974 erfolgte die Emeritierung.